# Нојхарденберг
Нојхарденберг (њем. Neuhardenberg) општина је у њемачкој савезној држави Бранденбург. Једно је од 45 општинских средишта округа Меркиш-Одерланд. Према процјени из 2010. у општини је живјело 2.771 становника. Посједује регионалну шифру (AGS) 12064340.

## Географски и демографски подаци
Нојхарденберг се налази у савезној држави Бранденбург у округу Меркиш-Одерланд. Општина се налази на надморској висини од 12 метара. Површина општине износи 77,9 km². У самом мјесту је, према процјени из 2010. године, живјело 2.771 становника. Просјечна густина становништва износи 36 становника/km².